# 徳島県道141号大林那賀川阿南線
徳島県道141号大林那賀川阿南線（とくしまけんどう141ごう おおばやしなかがわあなんせん）は、徳島県小松島市から阿南市に至る一般県道である。

## 概要
小松島市内は国道55号阿南道路の南側を走るもともとの路線とともに、国道55号阿南道路北側を並行して走るバイパス路線（現在の現道）も開通している。
また、那賀川を渡るJR牟岐線の鉄橋に付随する形の歩道もこの徳島県道141号大林那賀川阿南線であり、この区間は自動車などは走行できない。おおよその区間が国道55号阿南道路に併走する形で走っており、場所によって道幅が狭くなる区間もある。

### 路線データ
- 起点：徳島県小松島市大林町宮ノ本（徳島県道120号徳島小松島線交点）
- 終点：徳島県阿南市富岡町小山（徳島県道27号阿南那賀川線上、徳島県道130号大林津乃峰線交点）
- 距離：12.994 km（他に旧道2.479 km[1]。）

## 歴史
- 1959年（昭和34年）1月31日 - 徳島県道27号大林那賀川阿南線として認定。
- 1972年（昭和47年）3月10日 - 現在の徳島県道141号大林那賀川阿南線として再認定。
- 1974年（昭和49年） - 国鉄那賀川鉄橋の両側に歩道橋を設置[2]

## 路線状況

### 重複区間
- 徳島県道274号坂野羽ノ浦線（小松島市坂野町シヤウ内 - 小松島市坂野町宮ノ東）
- 徳島県道277号中島古庄線（阿南市那賀川町中島 - 阿南市那賀川町大京原）
- 徳島県道27号阿南那賀川線（阿南市那賀川町大京原 - 阿南市富岡町小山（終点））
- 徳島県道191号富岡港南島線（阿南市那賀川町大京原）

## 地理

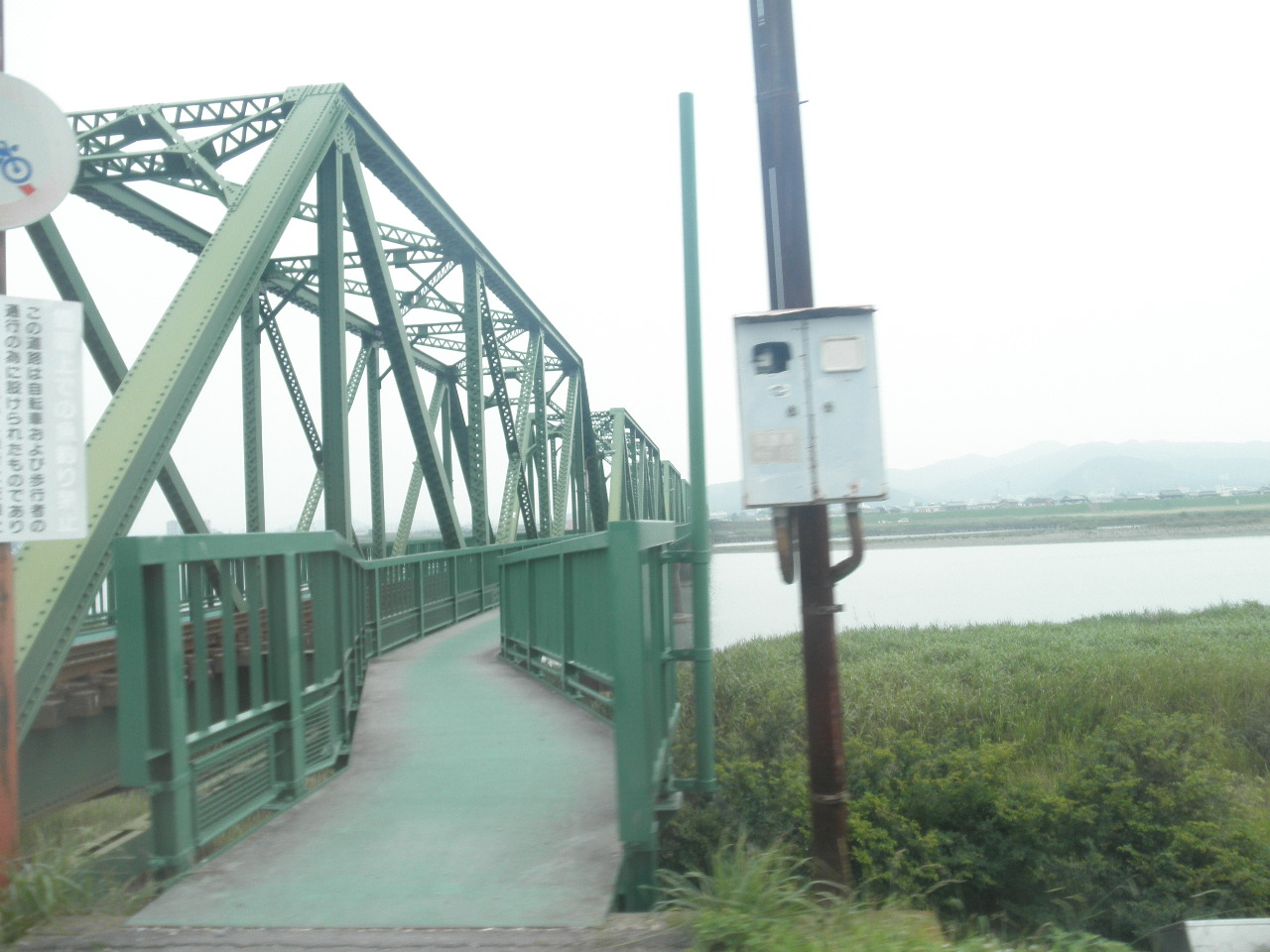
那賀川を渡るJR牟岐線の鉄橋に付随する那賀川歩道橋もこの県道の区間であり、当然のことながらこの区間は自動車などは走行できない。
阿南市那賀川町中島で撮影

### 通過する自治体
- 徳島県
  - 小松島市 - 阿南市

### 交差する道路
| 交差する道路                                                               | 市町村名 | 交差する場所       | 交差する場所                                                                          |
| -------------------------------------------------------------------------- | -------- | ------------------ | ------------------------------------------------------------------------------------- |
| 徳島県道120号徳島小松島線                                                  | 小松島市 | 大林町宮ノ本       | 起点                                                                                  |
| 徳島県道273号大京原今津浦和田津線                                          | 小松島市 | 坂野町細野         |                                                                                       |
| 国道55号 / 阿南道路 徳島県道274号坂野羽ノ浦線 重複区間起点                 | 小松島市 | 坂野町シヤウ内     |                                                                                       |
| 徳島県道130号大林津乃峰線                                                  | 小松島市 | 大林町宮ノ本       | 旧道起点【北緯33度58分27.7秒 東経134度36分50.7秒 / 北緯33.974361度 東経134.614083度】 |
| 徳島県道141号大林那賀川阿南線 / 旧道                                       | 小松島市 | 坂野町宮ノ東       |                                                                                       |
| 徳島県道274号坂野羽ノ浦線 重複区間終点                                     | 小松島市 | 坂野町宮ノ東       |                                                                                       |
| 徳島県道275号敷地羽ノ浦線                                                  | 阿南市   | 那賀川町黒地       |                                                                                       |
| 徳島県道273号大京原今津浦和田津線                                          | 阿南市   | 那賀川町今津浦宮面 |                                                                                       |
| 徳島県道27号阿南那賀川線                                                   | 阿南市   | 那賀川町工地       |                                                                                       |
| 徳島県道278号蛭子原西の久保線                                              | 阿南市   | 那賀川町中島       |                                                                                       |
| 徳島県道277号中島古庄線 重複区間起点                                       | 阿南市   | 那賀川町中島       |                                                                                       |
| 徳島県道27号阿南那賀川線 重複区間起点 徳島県道277号中島古庄線 重複区間終点 | 阿南市   | 那賀川町大京原     |                                                                                       |
| 徳島県道191号富岡港南島線 重複区間起点                                     | 阿南市   | 那賀川町大京原     |                                                                                       |
| 徳島県道191号富岡港南島線 重複区間終点                                     | 阿南市   | 那賀川町大京原     |                                                                                       |
| 徳島県道27号阿南那賀川線 重複区間終点 徳島県道130号大林津乃峰線            | 阿南市   | 富岡町小山         | 終点                                                                                  |

### 交差する鉄道
- 牟岐線

### 沿線
- 阿南市那賀川支所
- JR牟岐線阿波中島駅

## ギャラリー

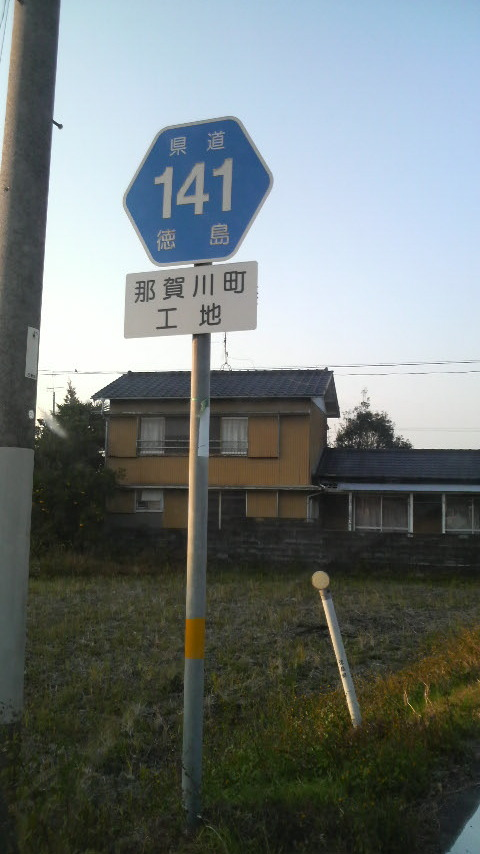
県道標識 （阿南市那賀川町工地）

小松島市

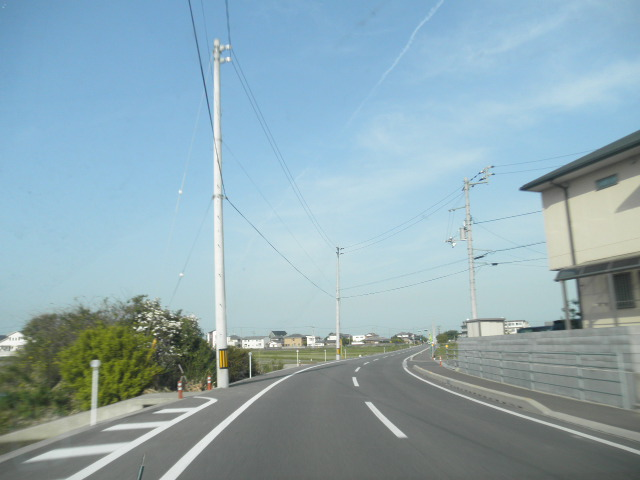
大林町字鎌須
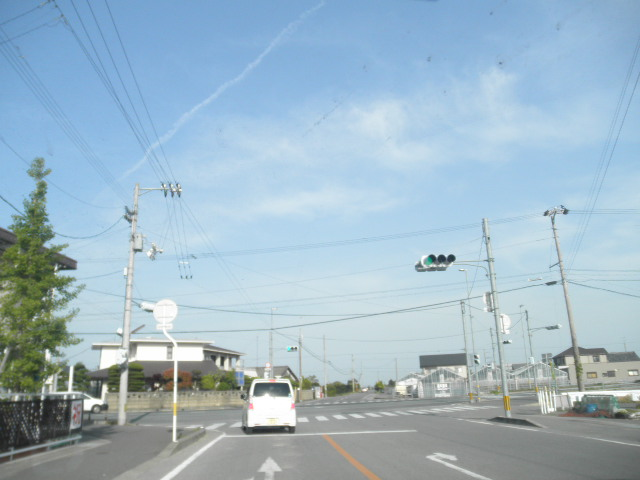
坂野町字平田
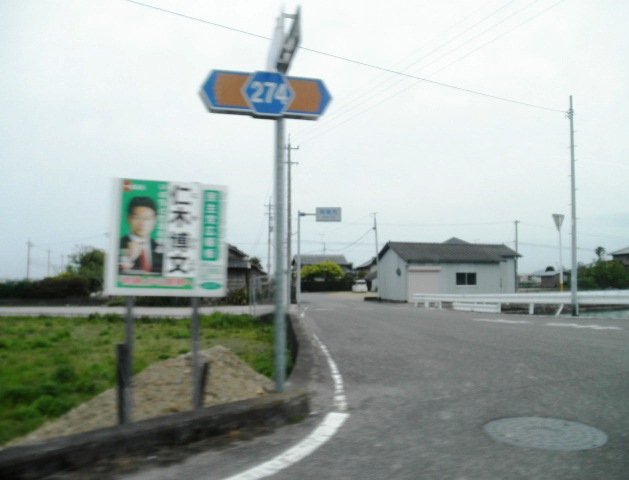
坂野町字目佐

阿南市

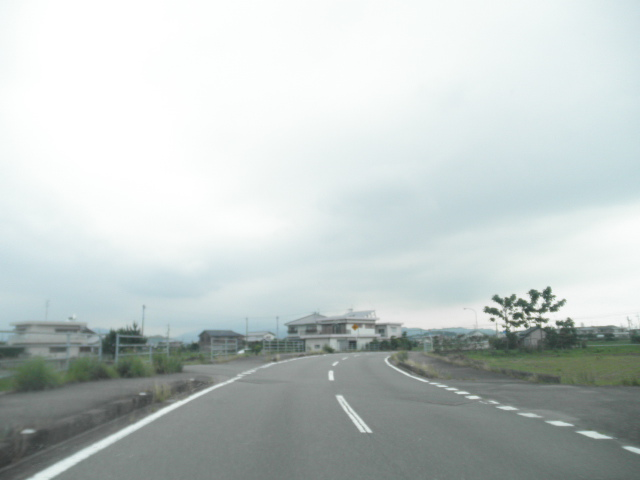
那賀川町八幡字喜来
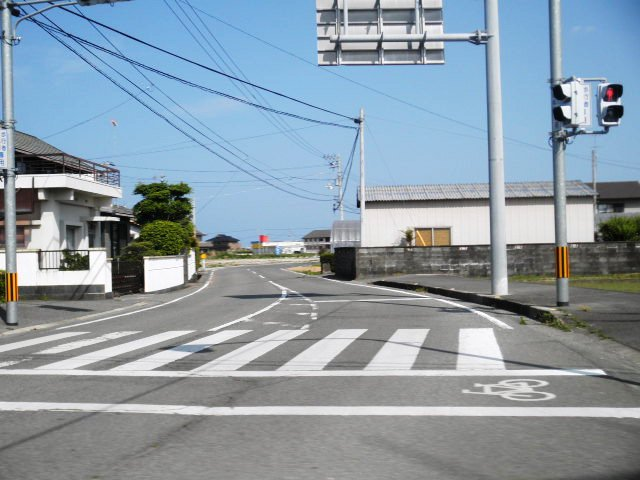
那賀川町色ケ島字宮面
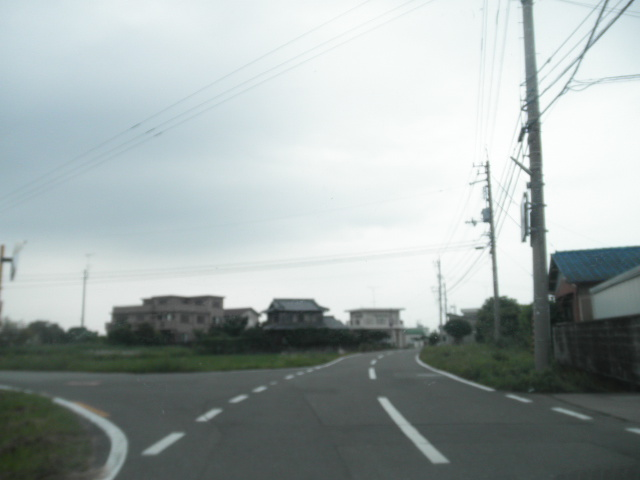
那賀川町工地
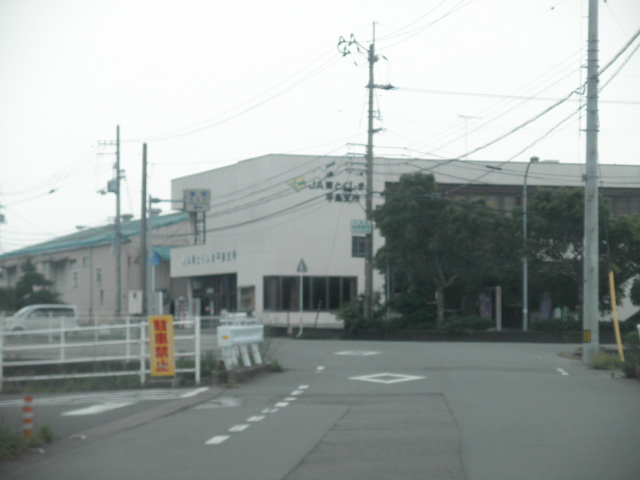
那賀川町上福井字橋本
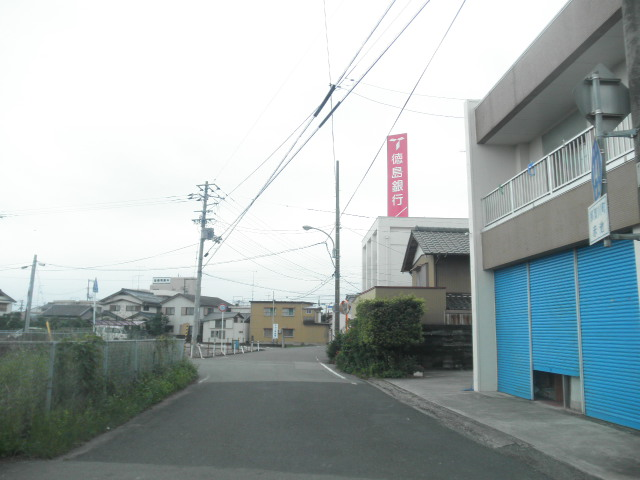
那賀川町赤池
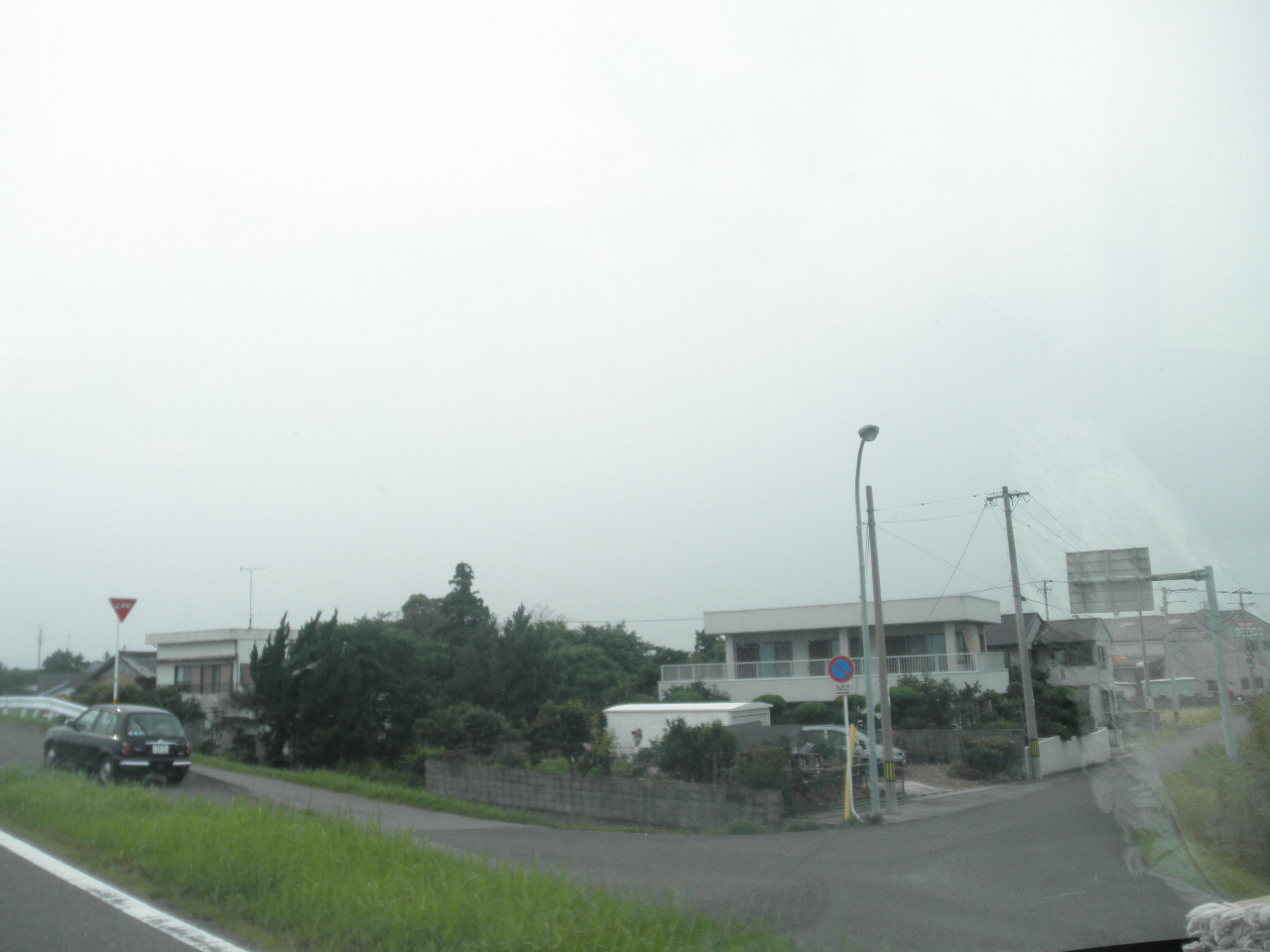
那賀川町中島
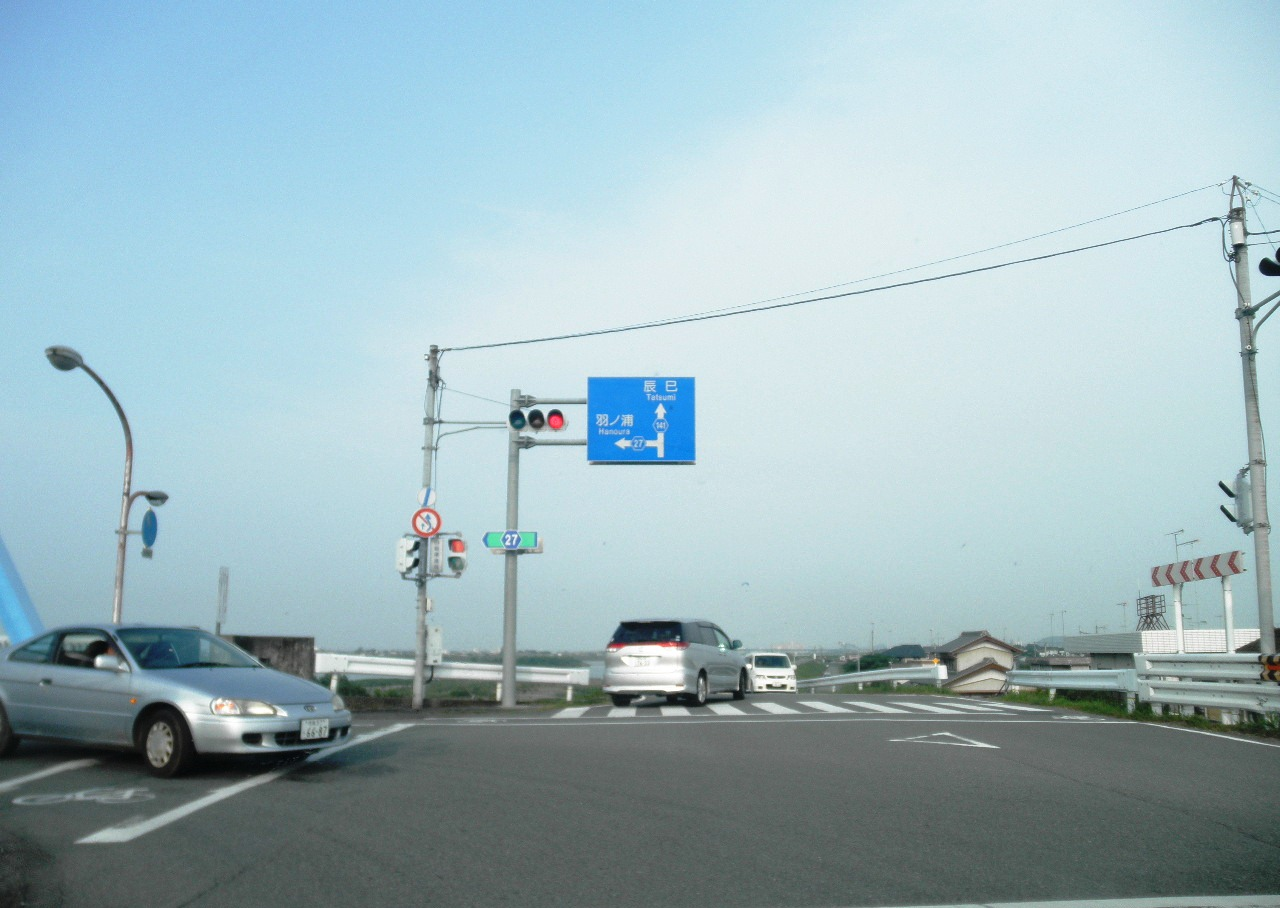
那賀川町大京原

県道標識
- 県道標識
（阿南市那賀川町工地）